# Пугачёвская (Архангельская область)
Пугачёвская (Исаково) — деревня в Вельском районе Архангельской области. Относиться к муниципальному образованию «Ракуло-Кокшеньгское».

## География
Деревня расположена в 57 км на восток от Вельска на автодороге Вельск — Октябрьский, на левом берегу реки Кокшеньга (приток Устьи). До административного центра муниципального образования «Ракуло-Кокшеньгское», деревни Козловская, 9 километров по гравийной дороге.
Ближайшие населённые пункты: деревня Надручевская, на 3 километра южнее и деревня Рысцева Горка, в 2 километрах севернее
Часовой пояс
Пугачёвская, как и вся Архангельская область, находится в часовой зоне МСК (московское время). Смещение применяемого времени относительно UTC составляет +3:00.

## Население
| 2002 | 2010 | 2012 | 2014 |
| ---- | ---- | ---- | ---- |
| 9    | →9   | ↘7   | →7   |

## История
Указана в «Списке населённых мест по сведениям 1859 года» в составе Вельского уезда Вологодской губернии под номером «2355» как «Пукачевская(Исаковская)». Насчитывала 11 дворов, 36 жителей мужского пола и 46 женского.
В материалах оценочно-статистического исследования земель Вельского уезда упомянуто, что в 1900 году в административном отношении деревня входила в состав Чадромского сельского общества Леонтьевской волости. На момент переписи в Пугачёвской находилось 17 хозяйств, в которых проживало 60 жителей мужского пола и 55 женского. Из них 8 мужчин были грамотными, либо обучались грамоте. Площадь общинно-надельной земли составляла 527 десятин, из низ 55 десятин использовалась под пашню, на которой выращивались в основном рожь (20 десятин) и овёс (23 десятины). 177 десятин использовалось для покоса, с которого собиралось по 5710 пудов сена, и 258 десятин были заняты под выгон скота. Жители деревни держали 19 лошадей, 44 коровы, 16 свиней и 49 овец. Промыслами занималось 46 человека, из которых 41 в своей деревне, 4 в уезде, а остальные в других городах.

## Достопримечательности
Часовня Николая Чудотворца Объект культурного наследия № 2900000945  — Деревянная часовня, XIX века постройки. Представляла собой четверик основного объёма, в прошлом завершавшегося главкой, и притвора. В настоящий момент заброшена, частично обрушилась..

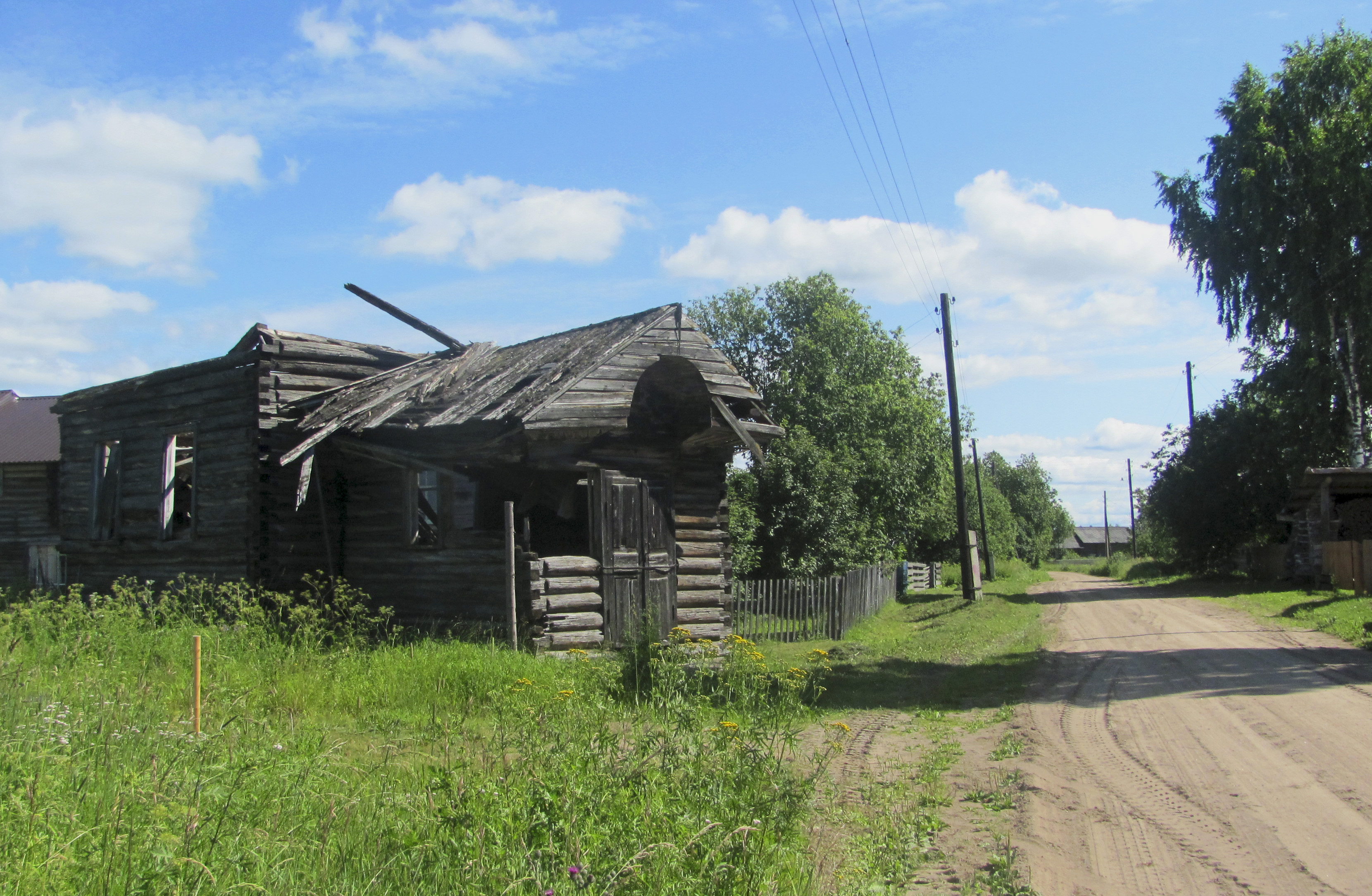
Часовня Николая Чудотворца